# Maratona de Chicago
Maratona de Chicago (nome original: Bank of America Chicago Marathon por razões de patrocínio) é uma corrida de 42,195 km de extensão disputada anualmente na cidade de Chicago, Estados Unidos, desde 1977. Junto com as maratonas de Boston, Londres, Berlim, Nova York e Tóquio, é uma das seis integrantes da World Marathon Majors.
Maratona mista, aberta ao público de ambos os sexos, tem um percurso plano que atrai atletas pela possibilidade de tempos rápidos e recordes pessoais ou mundiais. Com apenas uma interrupção, em 1987, por falta de patrocínio, a prova hoje conta a participação de cerca de 40 mil corredores de todo mundo a cada ano. Não há tempos qualificatórios para participar, mas ela tem uma duração máxima de 6½ horas, após o qual os tempos daqueles que a completam não são mais computados.
Com o pagamento de altos prêmios em dinheiro, além dos milhares de atletas comuns a cada edição a prova atrai a elite dos maratonistas de todo mundo, que já produziram seis recordes mundiais em seu percurso. Três brasileiros e duas portuguesas já foram campeões da maratona e fazem parte de sua história. Seu recorde atual, que é o recorde mundial, pertence ao queniano Kelvin Kiptum (2:00:35 – 2023)  Entre as mulheres, a prova também tem o recorde mundial, estabelecido pela queniana Ruth Chepngetich (2:09:56 – 2024), que a tornou a primeira atleta a vencê-la por três vezes e a primeira mulher na história a correr uma maratona em menos de 2:10:00.
Desde 2008 ela acrescentou a seu nome o nome do principal patrocinador, Bank of America, e na edição de 2012 atingiu a marca de 37 455 corredores que a completaram oficialmente.

## História
A primeira maratona criada para os Jogos Olímpicos de Atenas 1896, gerou grande interesse sobre a corrida no mundo ocidental, o que levou à criação de várias corridas similares nos anos seguintes, especialmente em St. Louis e Nova York, nos Estados Unidos. No ano seguinte aos Jogos, a cidade de Boston criou sua maratona, disputada anualmente até hoje, e logo foi seguida por Chicago. Iniciando em 1905, a então Maratona de Chicago (organizada em princípio pelo Illinois Athletic Club entre 1905 e 1909, depois patrocinada pelo jornal Chicago Daily News a partir de 1910) começou a ser disputada anualmente, com apoio de corredores e espectadores, até o início da década de 1920.

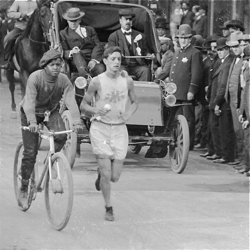
A primeira edição, em 23 de setembro de 1905, com o favorito Louis Marks na liderança da maratona.

A maratona inaugural foi realizada em 23 de setembro de 1905, com a largada em Evanston e a chegada em frente a uma arquibancada de espectadores pagantes na pista de atletismo do Washington Park. Numa virada impressionante, 100 mil espectadores assistiram a Rhud Metzner, que correu atrás por todo o percurso, derrotar o favorito Louis Marks nos últimos metros. Com o sucesso inicial, ela começou a ser disputada anualmente em provas épicas que durariam até o início dos anos 20, num percurso muito semelhante ao que é percorrido hoje em dia. A partir desta década, a corrida foi marginalizada pela população e meios de comunicação, tornando-se esporádica.
Foi só a partir dos anos 1960, com a conscientização popular sobre a relação de exercícios físicos com a saúde, que as maratonas começaram a ser vistas com outros olhos pela população norte-americana. O "running boom" ocorrido no país  após a vitória de Frank Shorter na maratona olímpica de Munique 1972, viram a criação de muitas maratonas e a convergência da classe média americana para elas. Em 1976, a primeira Maratona de Nova York disputada em todos os bairros da cidade, estabeleceu o conceito de maratonas de grandes cidades. À medida que a prova de Nova York ia crescendo em popularidade e importância, a Maratona de Chicago, recriada em sua versão moderna em 1977, ia se estabelecendo como sua maior rival. No meio da década de 80, ela era considerada uma das quatro maiores do mundo. Chamada então de America's Marathon/Chicago, foi a primeira a começar a abrir o caminho para o pagamento de prêmios em dinheiro aos vencedores, numa época então ainda de completo amadorismo.
A maratona da nova era, iniciada em 1977, teve a oposição inicial do superintendente de parques de Chicago, Ed Kelly, que recusou permissão para que ela atravessasse parques ou fosse corrida ao longo das bordas do Lago Michigan. Porém, o prefeito da cidade, Richard J. Daley, deu seu apoio à ideia após pedidos e ponderações de um dos fundadores, Lee Flaherty. Apesar da morte de Daley, seu sucessor, Michael Anthony Bilandic, um corredor, empossado em dezembro de 1976, também aprovou a ideia. Chamada de Maratona Prefeito Daley, teve sua primeira edição corrida em 25 de setembro de 1977. Nela, três pessoas foram parar no hospital queimadas por pólvora depois que o tiro do canhão de largada falhou. Bilandic e sua esposa entregaram pessoalmente as medalhas aos vencedores da primeira edição. Flaherty pagou as despesas das duas primeiras edições, que não tiveram patrocinadores. Em 1979, a fabricante de alimentos Beatrice Foods começou a patrociná-la e a partir dai a maratona cresceu.

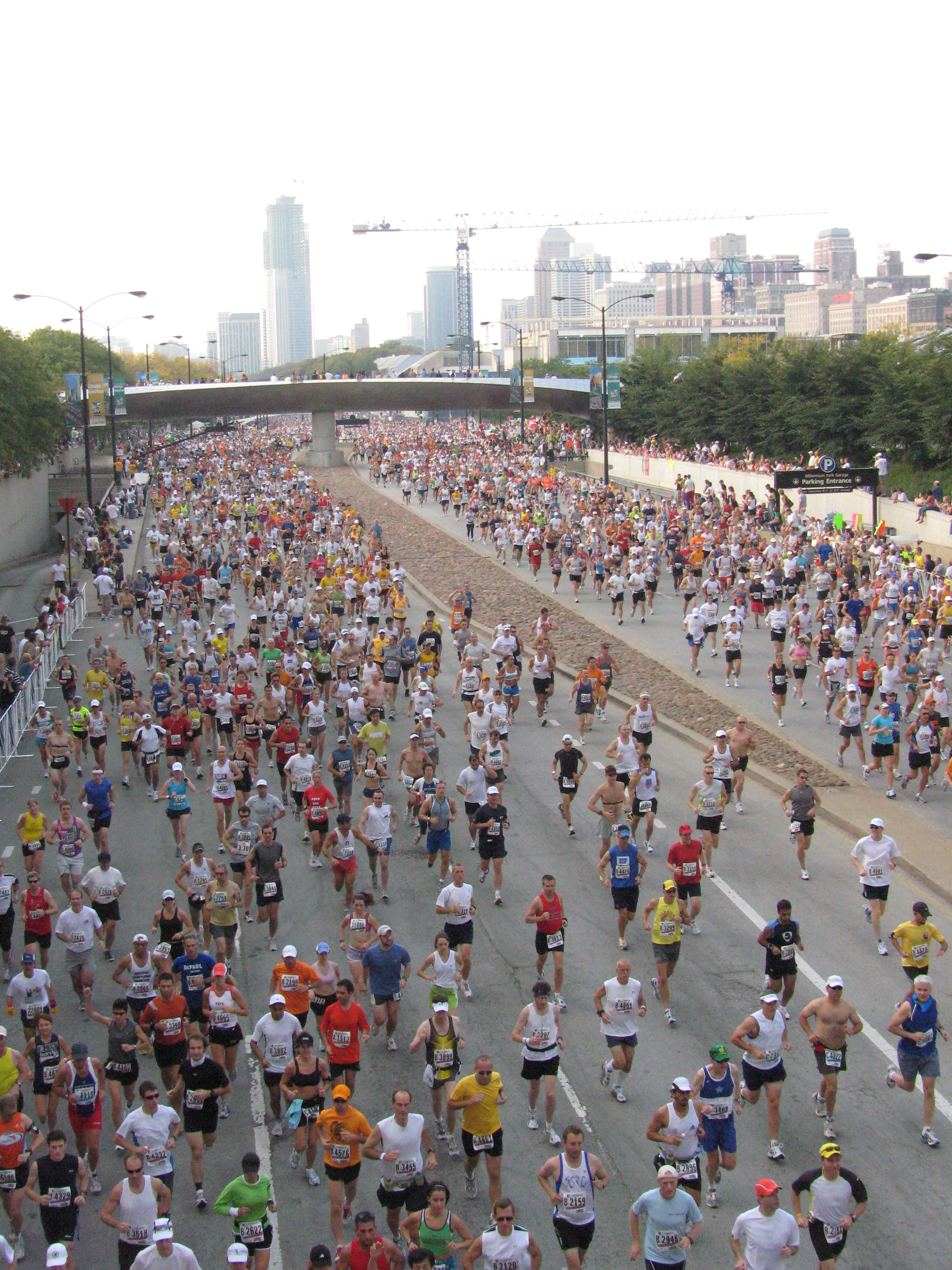
A multidão de corredores anônimos na edição de 2007.

Em 1982 ela começou a ter fundos suficientes para atrair os melhores atletas do mundo e seu primeiro resultado de alto nível internacional foi a vitória neste mesmo ano do norte-americano Greg Meyer, em 2:10:59, um tempo bastante expressivo na época e a última vitória de um norte-americano nascido no país na história de Chicago. Em 1984, a Beatrice Foods aumentou a cota de patrocínio da prova para US$ 250 mil, mais do que Nova York, e este ano viu a primeira quebra de recorde mundial em Chicago, com a vitória do britânico Steve Jones em 2:08:05. No ano seguinte, o mesmo Jones correu a prova em 2:07:13, apenas um segundo mais lento que o recorde mundial do português Carlos Lopes estabelecido naquele mesmo ano na Maratona de Roterdã. Este mesmo ano viu na divisão feminina uma batalha épica entre Joan Benoit, campeã olímpica em Los Angeles 1984, a norueguesa Ingrid Kristiansen, a recordista mundial e a portuguesa Rosa Mota, medalha de bronze em Los Angeles 1984. Benoit venceu com a então segunda melhor marca do mundo, atrás apenas do recorde de Kristiansen. Na época, ela era considerada a principal maratona dos EUA, talvez do mundo.
Com a saída do patrocinador em 1986, os organizadores não tiveram como realizar uma prova em 1987 e em seu lugar foi corrida uma meia-maratona. Nos anos posteriores, Chicago lutou contra a falta de patrocínio ou patrocínios insuficientes, e os grandes atletas não a disputaram, com isso causando reflexos nos tempos registrados, não mais de primeiro nível internacional. Foi a partir de 1994, com a entrada do La Salle Bank, que a maratona voltou a figurar entre as grandes do mundo. Os chips de tempo nos sapatos dos corredores foram introduzidos em 1998. Nos anos seguintes, vários recordes foram ali batidos e a partir de 2008, com o La Salle comprado pelo Bank of America, ela passou a ter o nome oficial que tem hoje.

## Recordes

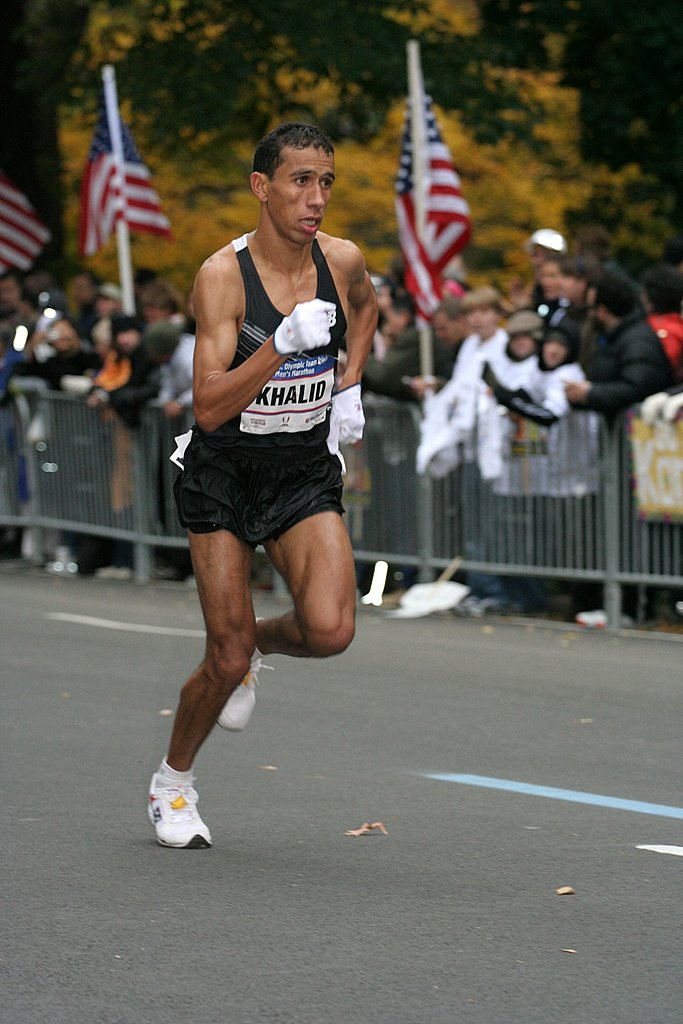
Khalid Khannouchi, o recordista de vitórias em Chicago.

A Maratona de Chicago já registrou sete recordes mundiais em sua história, três masculinos e quatro femininos. O primeiro foi do galês Steve Jones, 2:08:05 em 1984. O marroquino depois naturalizado norte-americano Khalid Khannouchi estabeleceu a marca de 2:05:42 ali em 1999, quebrando a marca do brasileiro Ronaldo da Costa - 2:06:05 - conseguida um ano antes na Maratona de Berlim. A queniana Catherine Ndereba marcou 2:18:47 em 2001, e ao fim deste ano Chicago possuía os recordes mundiais tanto masculino quanto feminino. A britânica Paula Radcliffe também estabeleceria outro recorde ali, 2:17:18, na edição de 2002, marca que a própria Paula quebraria um ano depois na Maratona de Londres, fazendo 2:15:25. O último recorde feminino foi estabelecido pela queniana Ruth Chepngetich em 2024.  Em 2023, o queniano Kelvin Kiptum estabeleceu o sexto recorde mundial de Chicago, vencendo a prova em 2:00:35 e quebrando a marca mundial do compatriota Eliud Kipchoge conquistada em Berlim no ano anterior.  Khannouchi é o recordista entre os homens e geral, com quatro vitórias (1997–1999–2000–2002); Chepngetich é a maior vitoriosa, com três vitórias.
Cinco lusófonos já foram campeões da maratona: os brasileiros Joseildo Rocha (1991), José César de Souza (1992) e Luiz Antônio dos Santos (1993–1994), venceram em anos consecutivos; as portuguesas Rosa Mota (1983–1984) e Aurora Cunha (1990) completam a história da lusofonia em Chicago.

## Percurso

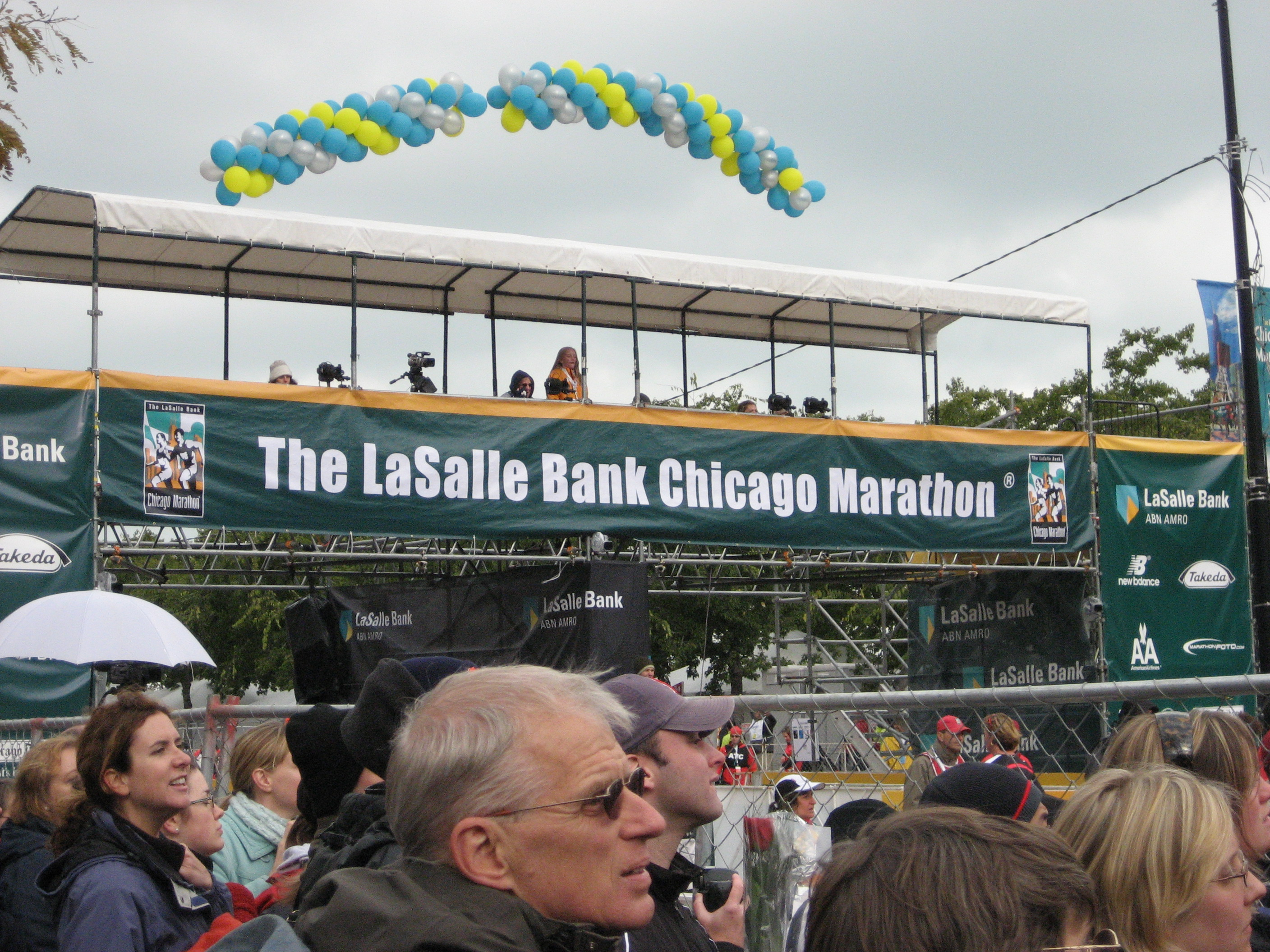
A largada e a chegada da maratona no Grant Park.

Com início às 7:30 da manhã, a maratona tem uma rota circular, de ida-e-volta, com largada e chegada no Grant Park. Dali seu percurso cruza 29 distritos da cidade. Ele pode ser dividido em três seções, norte, oeste e sul. Em cada uma destas direções, três dos maiores estádios de Chicago assinalam o ponto de virada de direção da rota. Os primeiros cinco quilômetros são percorridos pelo centro da cidade.
Os corredores são apoiados por 20 estações de água, esponjas e energéticos no caminho, cada uma delas a intervalos que variam entre 2 e 5 km umas das outras. Além disso, existem postos de primeiros-socorros com médicos em cada uma destas estações e serviços ambulatoriais estão em espalhados por todo o percurso, com uma grande tenda médica instalada no final da prova. Cronômetros digitais dando o tempo parcial também estão instalados a cada 5 km da rota, além do ponto que marca a metade da maratona. O tempo máximo antes da reabertura das ruas ao tráfego é de 6½ horas.
Milhares de cidadãos da cidade, de idades e sexos diferentes, atuam como voluntários, recebendo medalhas e certificados de participação ao fim de cada edição.

## Vencedores
| Ano  | Atleta                  | País                | Tempo               |
| ---- | ----------------------- | ------------------- | ------------------- |
| 2024 | John Korir              | Quénia              | 2:02:43             |
| 2023 | Kelvin Kiptum           | Quénia              | 2:00:35             |
| 2022 | Benson Kipruto          | Quénia              | 2:04:24             |
| 2021 | Seifu Tura              | Etiópia             | 2:06:12             |
| 2020 | Não foi disputada *     | Não foi disputada * | Não foi disputada * |
| 2019 | Lawrence Cherono        | Quénia              | 2:05:45             |
| 2018 | Mo Farah                | Reino Unido         | 2:05:11             |
| 2017 | Galen Rupp              | Estados Unidos      | 2:09:20             |
| 2016 | Abel Kirui              | Quénia              | 2:11:23             |
| 2015 | Dickson Chumba          | Quénia              | 2:09:25             |
| 2014 | Eliud Kipchoge          | Quénia              | 2:04:11             |
| 2013 | Dennis Kimetto          | Quénia              | 2:03:45             |
| 2012 | Tsegay Kebede           | Etiópia             | 2:04:38             |
| 2011 | Moses Mosop             | Quénia              | 2:05:37             |
| 2010 | Samuel Wanjiru          | Quénia              | 2:06:23             |
| 2009 | Samuel Wanjiru          | Quénia              | 2:05:41             |
| 2008 | Evans Cheruiyot         | Quénia              | 2:06:25             |
| 2007 | Patrick Ivuti           | Quénia              | 2:11:11             |
| 2006 | Robert Cheruiyot        | Quénia              | 2:07:35             |
| 2005 | Felix Limo              | Quénia              | 2:07:02             |
| 2004 | Evans Rutto             | Quénia              | 2:06:16             |
| 2003 | Evans Rutto             | Quénia              | 2:05:50             |
| 2002 | Khalid Khannouchi       | Estados Unidos      | 2:05:56             |
| 2001 | Ben Kimondiu            | Quénia              | 2:08:52             |
| 2000 | Khalid Khannouchi       | Estados Unidos      | 2:07:01             |
| 1999 | Khalid Khannouchi       | Marrocos            | 2:05:42             |
| 1998 | Ondoro Osoro            | Quénia              | 2:06:54             |
| 1997 | Khalid Khannouchi       | Marrocos            | 2:07:10             |
| 1996 | Paul Evans              | Reino Unido         | 2:08:52             |
| 1995 | Eamonn Martin           | Reino Unido         | 2:11:18             |
| 1994 | Luiz Antônio dos Santos | Brasil              | 2:11:16             |
| 1993 | Luiz Antônio dos Santos | Brasil              | 2:13:14             |
| 1992 | José Cesar de Souza     | Brasil              | 2:16:14             |
| 1991 | Joseildo Rocha          | Brasil              | 2:14:33             |
| 1990 | Martín Pitayo           | México              | 2:09:41             |
| 1989 | Paul Davies-Hale        | Reino Unido         | 2:11:25             |
| 1988 | Alejandro Cruz          | México              | 2:08:57             |
| 1987 | Não foi disputada       | Não foi disputada   | Não foi disputada   |
| 1986 | Toshihiko Seko          | Japão               | 2:08:27             |
| 1985 | Steve Jones             | Reino Unido         | 2:07:13             |
| 1984 | Steve Jones             | Reino Unido         | 2:08:05             |
| 1983 | Joseph Nzau             | Quénia              | 2:09:44             |
| 1982 | Greg Meyer              | Estados Unidos      | 2:10:59             |
| 1981 | Phil Coppess            | Estados Unidos      | 2:16:13             |
| 1980 | Frank Richardson        | Estados Unidos      | 2:14:04             |
| 1979 | Dan Cloeter             | Estados Unidos      | 2:23:20             |
| 1978 | Mark Stanforth          | Estados Unidos      | 2:19:20             |
| 1977 | Dan Cloeter             | Estados Unidos      | 2:17:52             |

| Ano  | Atleta              | País                | Tempo               |
| ---- | ------------------- | ------------------- | ------------------- |
| 2024 | Ruth Chepngetich    | Quénia              | 2:09:56             |
| 2023 | Sifan Hassan        | Países Baixos       | 2:13:44             |
| 2022 | Ruth Chepngetich    | Quénia              | 2:14:18             |
| 2021 | Ruth Chepngetich    | Quénia              | 2:22:31             |
| 2020 | Não foi disputada * | Não foi disputada * | Não foi disputada * |
| 2019 | Brigid Kosgei       | Quénia              | 2:14:04             |
| 2018 | Brigid Kosgei       | Quénia              | 2:18:35             |
| 2017 | Tirunesh Dibaba     | Etiópia             | 2:18:31             |
| 2016 | Florence Kiplagat   | Quénia              | 2:21:32             |
| 2015 | Florence Kiplagat   | Quénia              | 2:23:33             |
| 2014 | Mare Dibaba         | Etiópia             | 2:25:37             |
| 2013 | Rita Jeptoo         | Quénia              | 2:19:57             |
| 2012 | Atsede Baysa        | Etiópia             | 2:22:03             |
| 2011 | Ejegayehu Dibaba    | Etiópia             | 2:22:09             |
| 2010 | Atsede Baysa        | Etiópia             | 2:23:40             |
| 2009 | Irina Mikitenko     | Alemanha            | 2:26:31             |
| 2008 | Lidiya Grigoryeva   | Rússia              | 2:27:17             |
| 2007 | Berhane Adere       | Etiópia             | 2:33:49             |
| 2006 | Berhane Adere       | Etiópia             | 2:20:42             |
| 2005 | Deena Kastor        | Estados Unidos      | 2:21:25             |
| 2004 | Constantina Tomescu | Roménia             | 2:23:45             |
| 2003 | Svetlana Zakharova  | Rússia              | 2:23:07             |
| 2002 | Paula Radcliffe     | Reino Unido         | 2:17:18             |
| 2001 | Catherine Ndereba   | Quénia              | 2:18:47             |
| 2000 | Catherine Ndereba   | Quénia              | 2:21:33             |
| 1999 | Joyce Chepchumba    | Quénia              | 2:25:59             |
| 1998 | Joyce Chepchumba    | Quénia              | 2:23:57             |
| 1997 | Marian Sutton       | Reino Unido         | 2:29:03             |
| 1996 | Marian Sutton       | Reino Unido         | 2:30:41             |
| 1995 | Ritva Lemettinen    | Finlândia           | 2:28:27             |
| 1994 | Kristy Johnston     | Estados Unidos      | 2:31:34             |
| 1993 | Ritva Lemettinen    | Finlândia           | 2:33:18             |
| 1992 | Linda Somers        | Estados Unidos      | 2:37:41             |
| 1991 | Midde Hamrin        | Suécia              | 2:36:21             |
| 1990 | Aurora Cunha        | Portugal            | 2:30:11             |
| 1989 | Lisa Weidenbach     | Estados Unidos      | 2:28:15             |
| 1988 | Lisa Weidenbach     | Estados Unidos      | 2:29:17             |
| 1987 | Não foi disputada   | Não foi disputada   | Não foi disputada   |
| 1986 | Ingrid Kristiansen  | Noruega             | 2:27:08             |
| 1985 | Joan Benoit         | Estados Unidos      | 2:21:21             |
| 1984 | Rosa Mota           | Portugal            | 2:26:01             |
| 1983 | Rosa Mota           | Portugal            | 2:31:12             |
| 1982 | Nancy Conz          | Estados Unidos      | 2:33:23             |
| 1981 | Tina Gandy          | Estados Unidos      | 2:49:39             |
| 1980 | Sue Peterson        | Estados Unidos      | 2:45:03             |
| 1979 | Laura Michalek      | Estados Unidos      | 3:15:45             |
| 1978 | Lynae Larson        | Estados Unidos      | 2:59:25             |
| 1977 | Dorothy Doolittle   | Estados Unidos      | 2:50:47             |

 Tempo em amarelo = recordes da prova masculina e feminina

Tempo em azul = recordes mundiais anteriores

 = recorde mundial em vigor
- Nota: as vitórias de russa Liliya Shobukhova em 2009, 2010 e 2011 e da queniana Rita Jeptoo em 2014 foram todas anuladas por doping.[16][17]
- Nota 2: a edição de 2020 não foi disputada devido à pandemia de Covid-19.

## Vencedores por nações
| - Quênia - 20 - Estados Unidos - 9 - Reino Unido - 6 - Brasil - 4 - Marrocos - 2 - México - 2 - Etiópia - 2 - Japão - 1 | - Estados Unidos - 12 - Quênia - 12 - Etiópia - 7 - Reino Unido - 3 - Portugal - 3 - Rússia - 2 - Finlândia - 2 - Noruega - 1 - Roménia -1 - Suécia -1 - Holanda -1 |

## Galeria

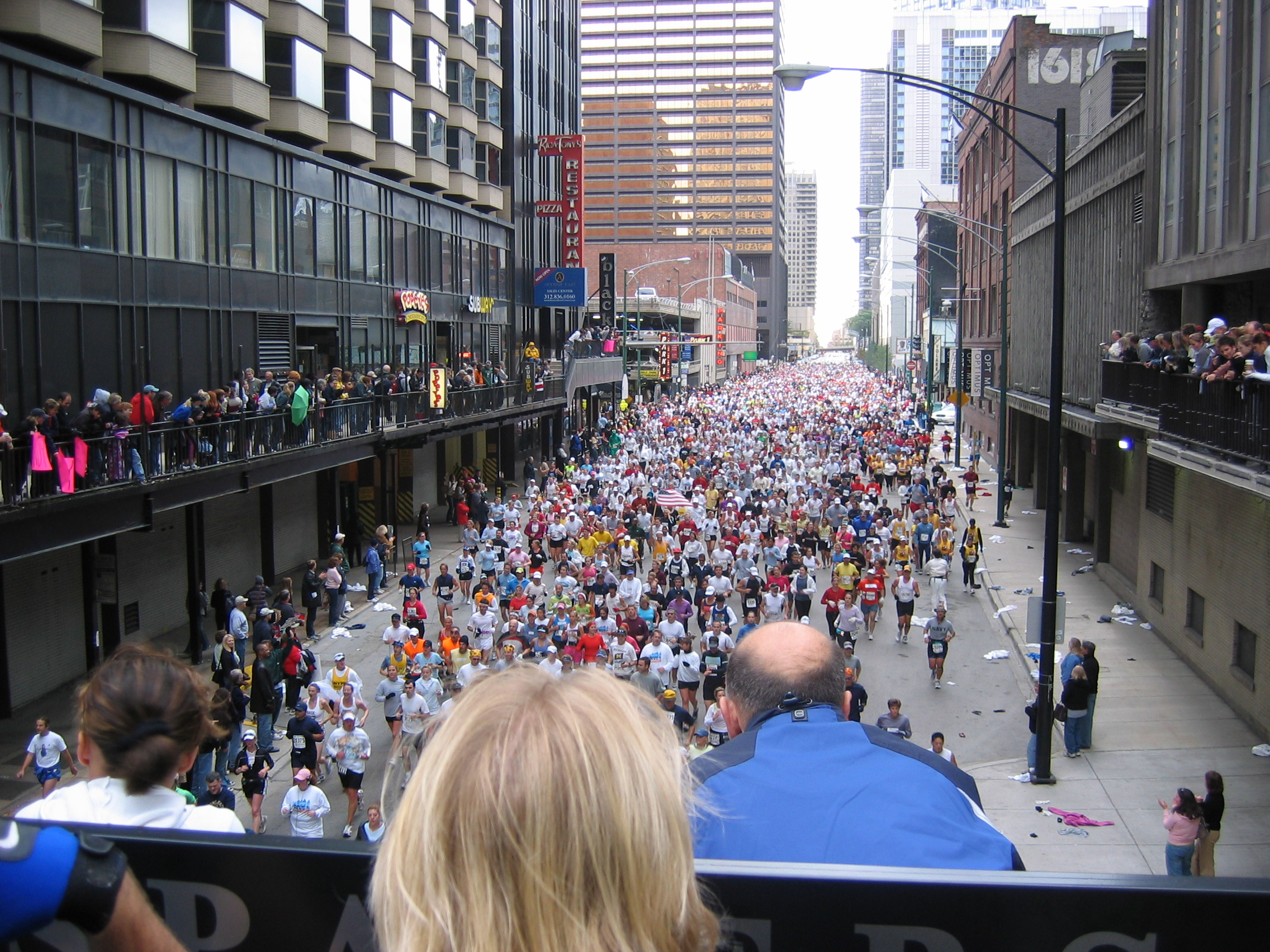
A massa de corredores atravessa a Grand Avenue no centro de Chicago.
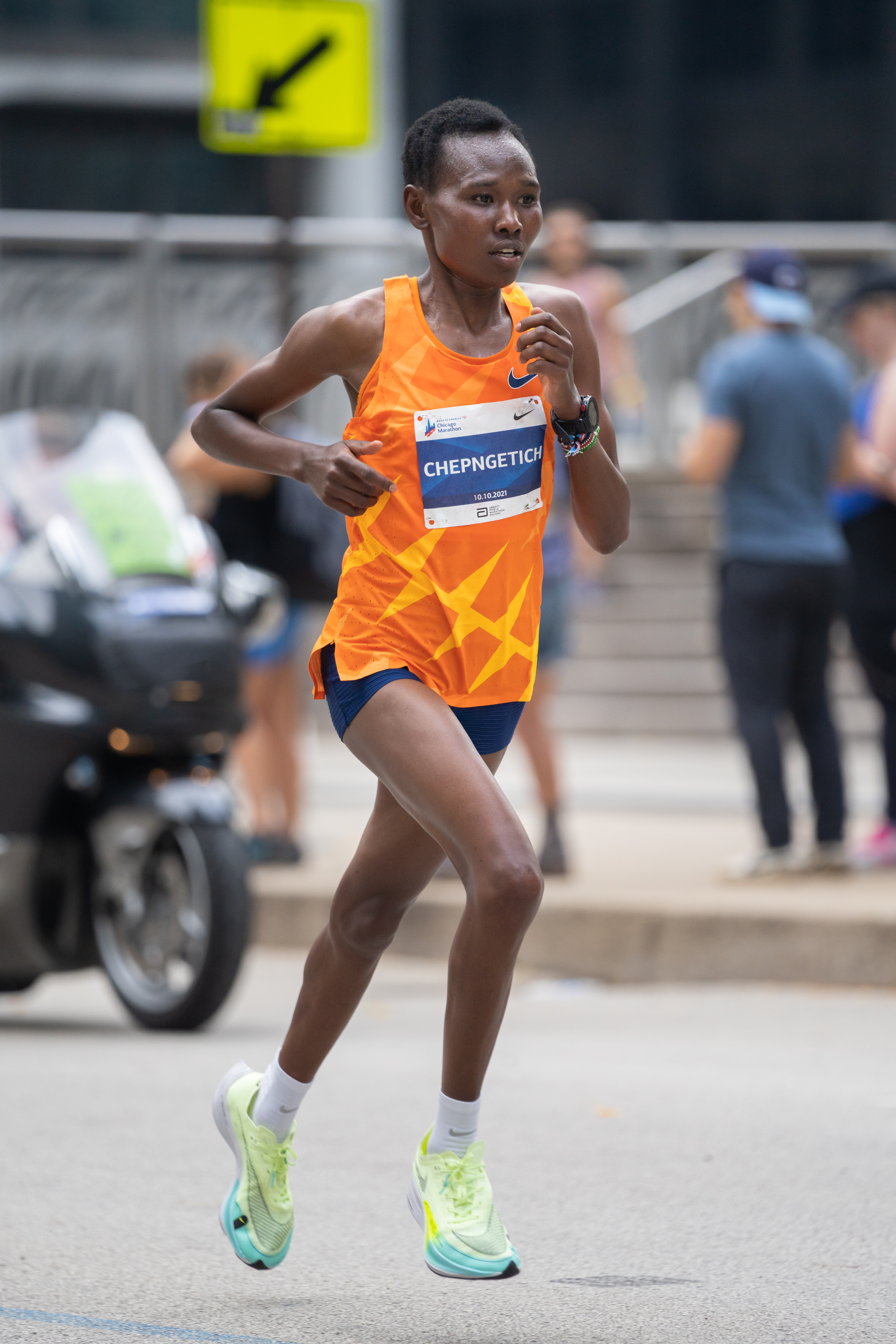
Ruth Chepngetich, bicampeã em 2021 e 2022.
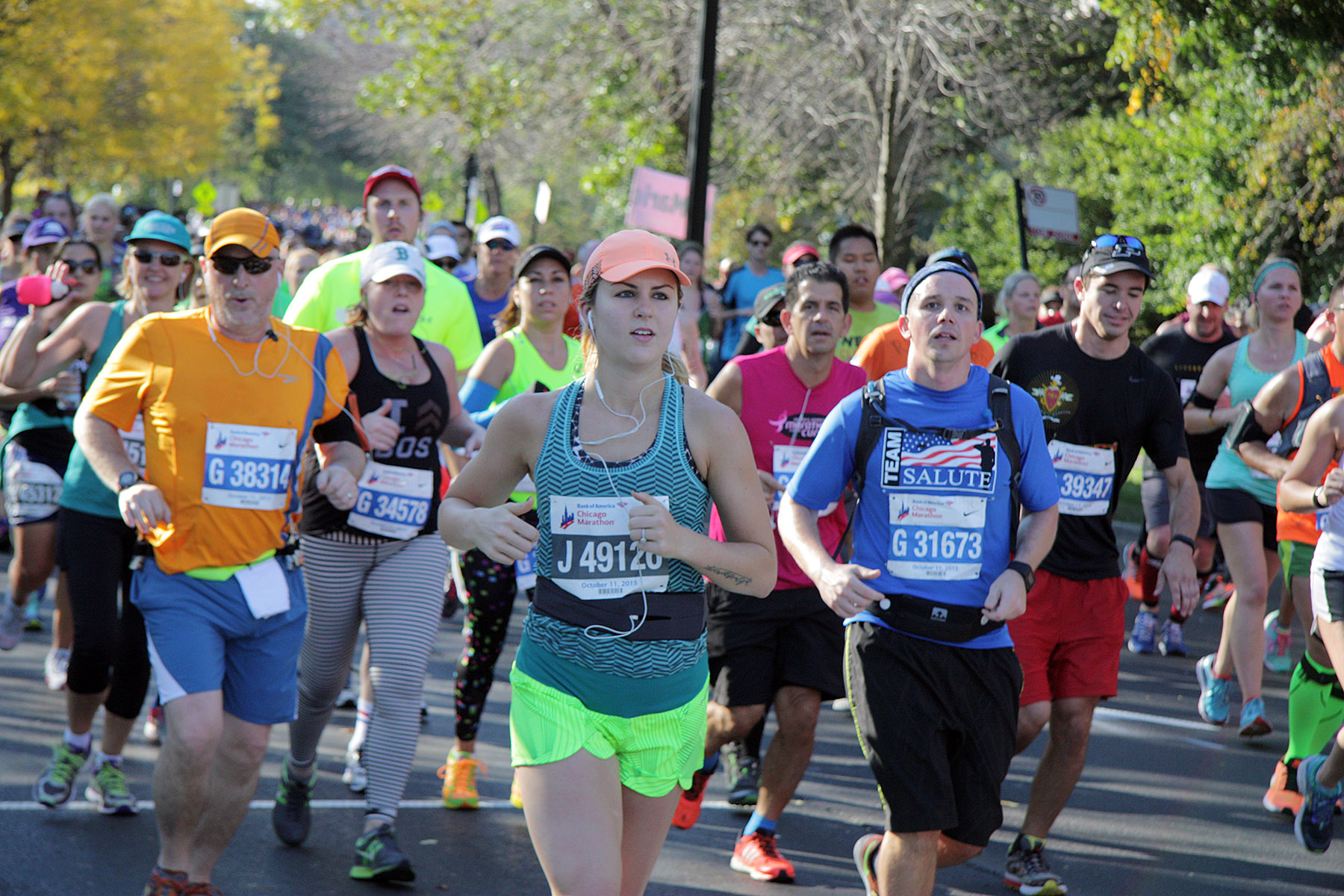
Como corrida de massa, milhares de corredores de todas as idades e sexo participam da prova todos os anos.
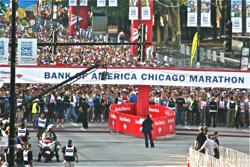
Largada de prova de 2008 em Columbus Drive.
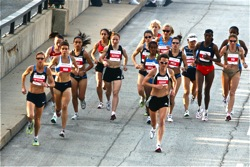
Pelotão de elite feminino na edição de 2008.
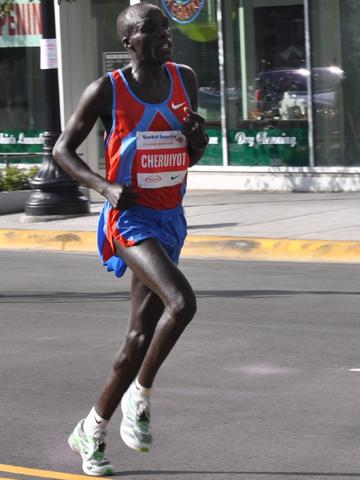
Evans Cheruiyot, o vencedor de 2008
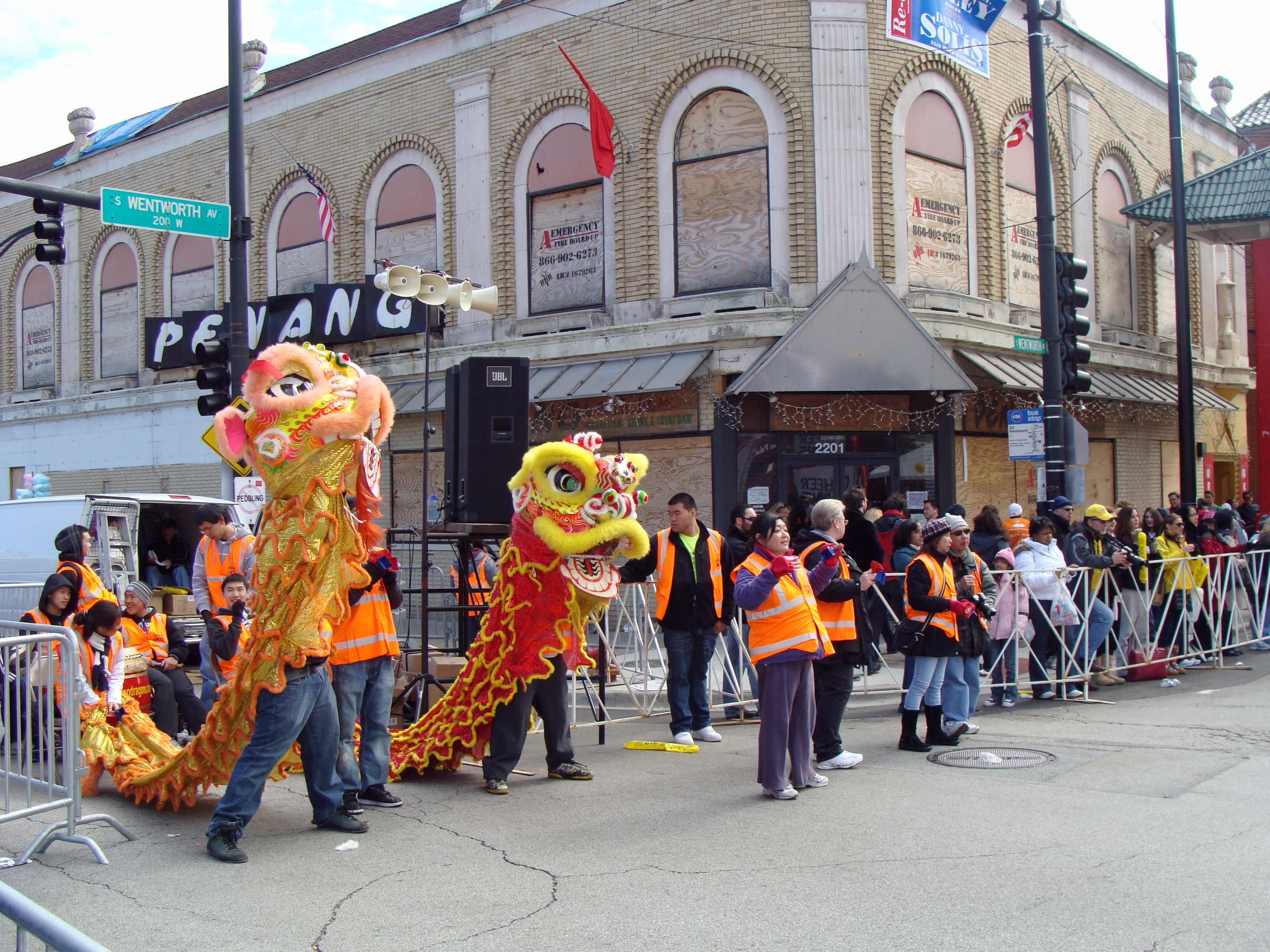
Dragões chineses incentivam os corredores nas ruas.
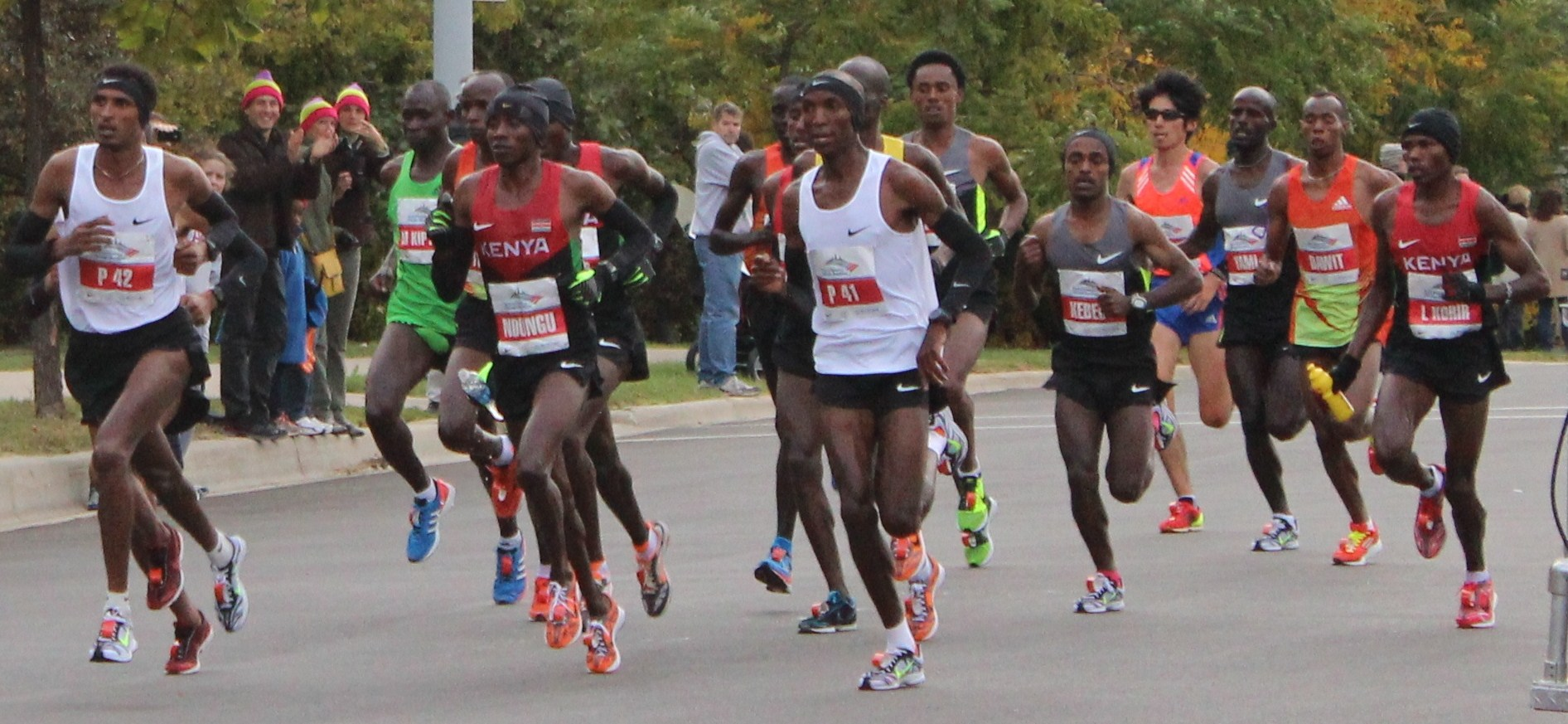
Pelotão de elite masculino na edição de 2012.